# ویلیام لوییس

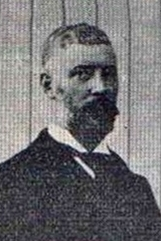
ویلیام لوییس در سال ۱۹۰۲

 ویلیام لوییس  (به انگلیسی: William Lewis) داور و مربی سابق فوتبال اهل انگلستان است. وی در ابتدا با داوری مسابقات فوتبال، ورزش را شروع کرد اما در سال ۱۹۰۰ میلادی به مرب‌گری روی آورد. وی سابقه مربی‌گری در تیم‌های برنتفورد و چلسی را دارد.